# Hvalsey
Hvalsey ("illa de la balena"; kalaallit Qaqortukulooq) està situada vora Qaqortoq, Groenlàndia i és el lloc on hi ha les ruïnes nòrdiques més grans i millor preservades a l'àrea coneguda com a Assentament Oriental (Eystribyggð).

## Història
Segons el Llibre Islandès dels Assentaments (Landnámabók), la granja fou establerta per l'oncle d'Eric el Roig, Þorkell (Thorkell) Farserkur a finals del segle x. La granja era coneguda com a Þjóðhildarstaðir (Thjódhildsstead) en l'època de l'informe d'Ivar Bardarson vers 1360/64. En el segle xiv pertanyia als reis de Noruega: 

Næst Einarsfirði liggr Hvalseyjarfjörðr. Þar er kirkja, sem heitir Hvalseyjarfjarðarkirkja. Hún á allan fjörðinn ok svá allan Kambstaðafjörð, sem er næstr. Í þessum firði stendur bær mikill, sem konungi tilheyrir og heitir Þjóðhildarstaðir.

Al costat del firth d'Einar hi ha el fiord de Hvalsey. Hi ha una església anomenada església del fiord de Hvalsey. Serveix també a tot el fiord i tot el fiord de Kambstad, que està a la vora. A aquesta fortalesa hi ha una gran masia que pertany al rei i que es diu Granja de Thjodhild.

La granja era el major centre del sud de Groenlàndia. El lloc, que té les ruïnes de dos grans salons de pedra, tenia 14 cases addicionals properes a una casa d'església. L'antic saló, de 14 metres de llarg i 3 metres d'amplada o de 4 metres d'ample, es troba al centre de les ruïnes. El saló més ben conservat té 8 metres de llarg per 5 metres.

## Església

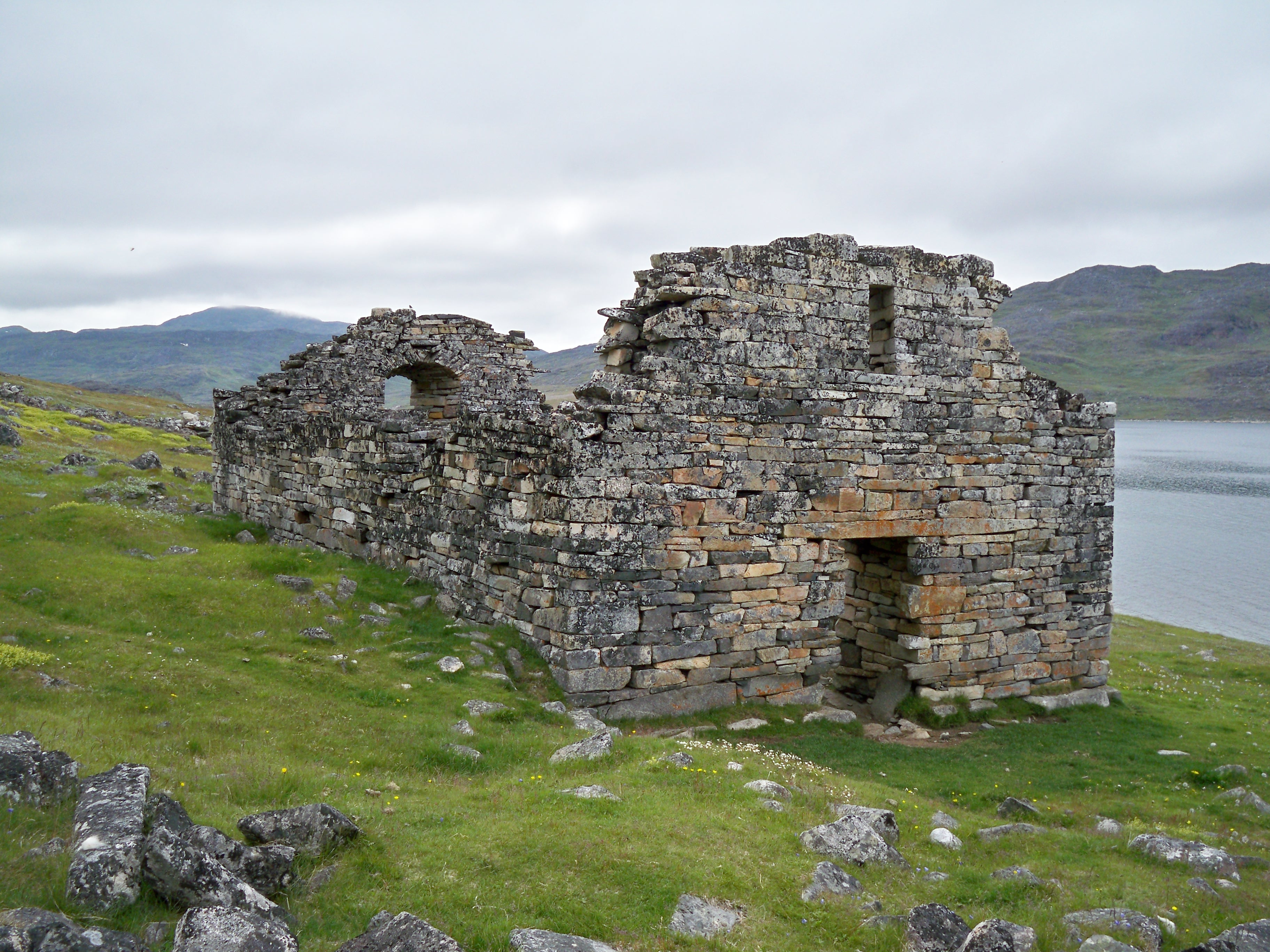
Les ruïnes de l'església a Hvalsey

L'església de Hvalsey, que ser erigida a començaments del segle xii, podria haver estat construïda mer un mestre d'obra escoto-nòrdic amb estructura similar a altres trobades a Noruega i Orkney. L'església podria haver estat mantinguda deguda a causa de la seva propietat reial.
La casa de l'església estava excepcionalment construïda a partir de pedres acuradament seleccionades que, en alguns casos, pesaven més de cinc tones. Les seves parets, que tenen fins a 1,5 metres d'espessor, mesuren 16 metres (52 peus) per 8 metres (26 peus) a l'exterior. Els gablets augmenten 5 metres (6 m) fins a 6 m (20 m) del sòl i poden haver augmentat 2 m més quan es construïren per primera vegada. Les parets laterals, que havien estat més altes quan eren noves, ara són de 4 metres. L'edifici va ser revestit amb petxines de musclo molt i hauria estat blanc quan estava en ús i estava cobert de fusta i gespa.
Un casament de 1408 a l'església és l'últim esdeveniment documentat durant l'assentament nòrdic a Groenlàndia. Dos anys més tard els nouvinguts islandesos, el capità de vaixell Þorsteinn Ólafsson i Sigríður Björnsdóttir, van tornar a Noruega abans de navegar a Islàndia i establir-se a la granja familiar de la núvia a Akrar, al nord d'Islàndia, el 1413. Els detalls es van registrar en cartes entre dignataris papals a Islàndia i el Vaticà.
L'evidència arqueològica mostra que durant els següents cent anys, els últims assentaments nòrdics a Groenlàndia van morir lentament. No va ser fins a 1721 que una expedició mercantil-clerical conjunta liderada pel missioner danès Hans Egede va descobrir que les colònies nòrdiques al sud de Groenlàndia havien desaparegut.